# Grand Prix de Denain 2002
La 44e édition du Grand Prix de Denain a eu lieu le 25 avril 2002. Elle a été remportée par l'Italie Alberto Vinale.

## Classement final
Alberto Vinale remporte la course en parcourant les 197 kilomètres en 4 h 24 min 17 s à la vitesse moyenne de 44,725 km/h,.
| Classement final, | Classement final,    | Classement final, | Classement final,     | Classement final,  |
|                   | Coureur              | Pays              | Équipe                | Temps              |
| ----------------- | -------------------- | ----------------- | --------------------- | ------------------ |
| 1er               | Alberto Vinale       | Italie            | Alessio               | en 4 h 24 min 17 s |
| 2e                | Frédéric Finot       | France            | Jean Delatour         | m.t                |
| 3e                | Damien Nazon         | France            | Bonjour               | + 7 s              |
| 4e                | Jean-Patrick Nazon   | France            | La Française des Jeux | m.t                |
| 5e                | Jo Planckaert        | Belgique          | Cofidis               | m.t                |
| 6e                | Ludovic Capelle      | Belgique          | AG2R Prévoyance       | m.t                |
| 7e                | Martin Hvastija      | Slovénie          | Alessio               | m.t                |
| 8e                | Allan Johansen       | Danemark          | Eds-Fakta             | m.t                |
| 9e                | Médéric Clain        | France            | Cofidis               | m.t                |
| 10e               | Christophe Detilloux | Belgique          | Lotto-Adecco          | m.t                |
| modifier          |                      |                   |                       |                    |